# Am Timan
Am Timan je grad u Čadu, s 31.400 stanovnika osmi po veličini u državi. Smješten je na jugoistoku zemlje, u blizini granice sa Srednjoafričkom Republikom. Sjedište je regije Salamat i departmana Barh Azoum.
Zračnu luku izgradila je 1971. Legija stranaca. Tijekom sušnog razdoblja, koje u ovom dijelu Afrike traje i do 10 mjeseci, Am Timan ima problema s opskrbom vodom.